# Olympische Sommerspiele 1912/Fußball/Österreich

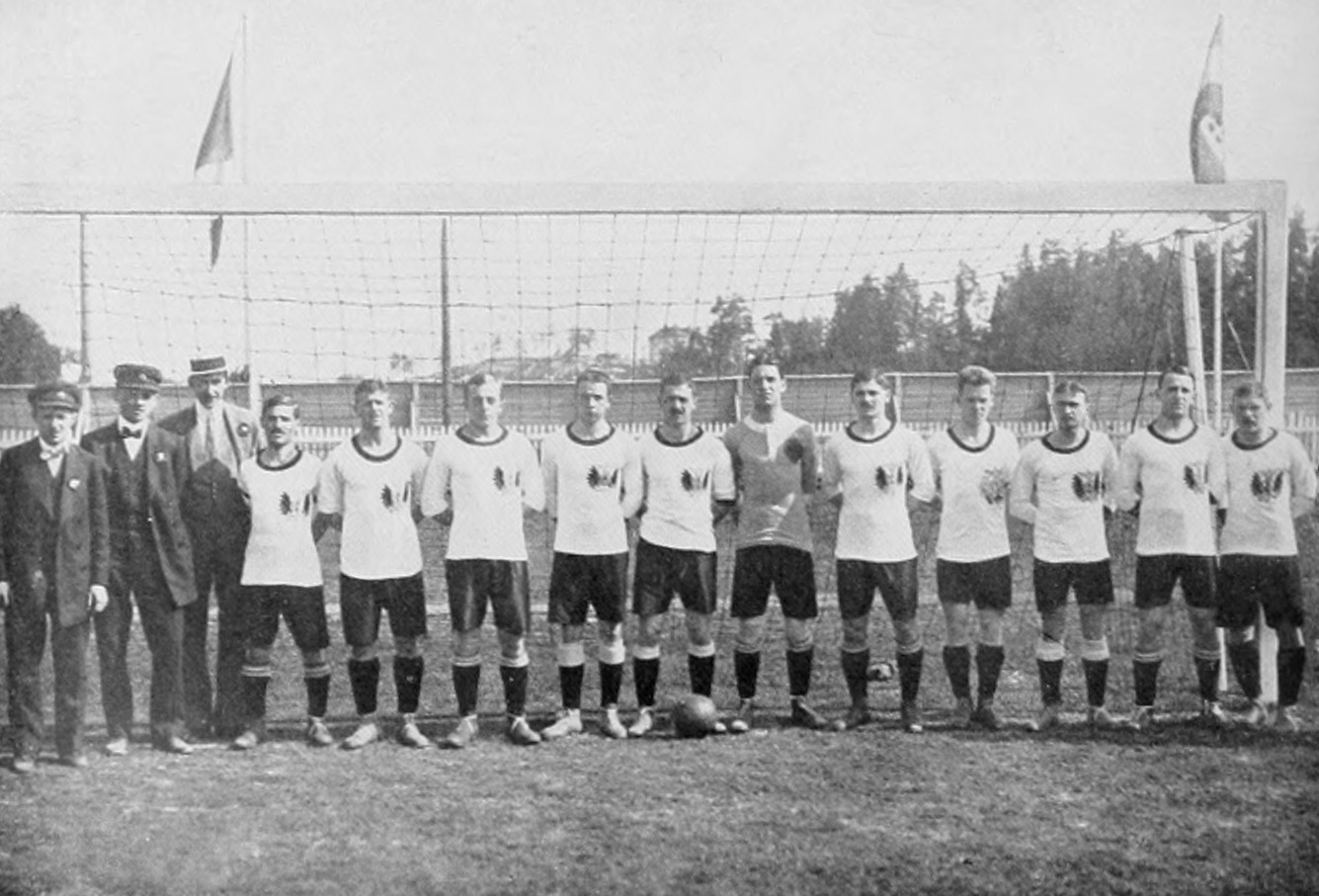
Die österreichische Fußballmannschaft bei den Olympischen Sommerspielen 1912

Bei den V. Olympischen Spielen 1912 in Stockholm nahm zum ersten Mal eine österreichische Olympiamannschaft am Fußballwettbewerb teil. Zum zweiten Mal nach 1908 wurden olympische Medaillen im Fußball vergeben, erstmals waren fast allen großen europäischen Fußballländer am Start. Österreich engagierte für die Fußballwettkämpfe in Schweden den englischen Trainer Jimmy Hogan, eine unglücklich verlaufene Vorbereitungsphase verhinderte jedoch ein Auflaufen in Bestbesetzung. Bei seiner Olympiapremiere erreichte Österreich das Viertelfinale, schloss auf dem 5. Platz. Dennoch herrschte einige Enttäuschung bei den Beteiligten darüber, dass man nicht in den Medaillenrängen gelandet war.

## Vorbereitung
Für die Zeit der Olympischen Spiele 1912 wurde erstmals vom ÖFV mit Jimmy Hogan eigens ein Trainer eingestellt. Eine Woche vor Spielbeginn, am 22. Juni 1912, reiste die Mannschaft nach Stockholm um sich auf die Matches vorzubereiten. Der Großteil der Spieler kam vom DFC Prag, die die gesamte Hintermannschaft stellten, von Rapid und Sport-Club. Auf Grund von Streitigkeiten des Verbandes musste man allerdings auf Spitzenspieler wie Felix und Karl Tekusch, Richard Kohn, Adolf Fischera und Johann Andres verzichten, da der Wiener AF seine Spieler für Olympia nicht bereitstellte. Grund hierfür war, das vom Verband die Testspiele just zur selben Zeit angesetzt waren, wo der WAF lukrative Auswärtspartien in Budapest organisiert hatte. Die Vorbereitungsphase lief zudem denkbar ungünstig, denn Jakob Swatosch und Heinrich Retschury erkrankten, Franz Weber zog sich eine Muskelzerrung zu, so dass sich der Kader auf vorerst 14 einsatzfähige Spieler zusammenschrumpfte.

## Österreichisches Aufgebot
Diese Auflistung des österreichischen Aufgebotes umfasst auch die Einsätze im Trostturnier, obgleich diese nicht der Teil Olympischen Spiele 1912 waren, auch wenn sie an denselben Wettkampfstätten stattfanden:
| Name       | Name                    | Damaliger Verein     | Geburtstag | Sp. | Tor | Rot |
| Tor        | Tor                     | Tor                  | Tor        | Tor | Tor | Tor |
| ---------- | ----------------------- | -------------------- | ---------- | --- | --- | --- |
|            | Josef Kaltenbrunner     | SK Rapid Wien        | 22.01.1888 | 3   |     |     |
|            | Otto Noll               | DFC Prag             | 24.07.1882 | 2   |     |     |
| Abwehr     |                         |                      |            |     |     |     |
|            | Bernhard Graubart       | DFC Prag             | 22.12.1888 | 4   |     |     |
|            | Ladislaus Kurpiel       | DFC Prag             | 13.11.1883 | 4   |     |     |
|            | Heinrich Retschury      | First Vienna FC 1894 | 05.01.1887 |     |     |     |
| Mittelfeld |                         |                      |            |     |     |     |
|            | Josef Brandstetter      | SK Rapid Wien        | 07.11.1891 | 5   |     |     |
|            | Karl Braunsteiner       | Wiener Sport-Club    | 27.10.1891 | 5   |     |     |
|            | Robert Cimera           | DFC Prag             | 17.09.1887 | 5   | 1   |     |
|            | Jakob Swatosch          | 1. Simmeringer SC    | 19.04.1891 |     |     |     |
|            | Franz Weber             | First Vienna FC 1894 | 03.07.1888 | 2   |     |     |
| Angriff    |                         |                      |            |     |     |     |
|            | Gustav Blaha            | SK Rapid Wien        | 01.01.1888 | 1   |     |     |
|            | Leopold Grundwald       | SK Rapid Wien        | 28.10.1891 | 3   | 2   |     |
|            | Ludwig Hussak (Kapitän) | Wiener Amateur-SV    | 31.07.1883 | 4   | 1   |     |
|            | Robert Merz             | DFC Prag             | 25.11.1887 | 4   | 2   |     |
|            | Alois Müller            | Wiener Sport-Club    | 07.06.1890 | 5   | 2   |     |
|            | Leopold Neubauer        | Wiener Sport-Club    | 15.10.1889 | 5   | 2   |     |
|            | Johann Studnicka        | Wiener AC            | 12.10.1883 | 3   | 2   |     |
| Trainer    |                         |                      |            |     |     |     |
|            | Jimmy Hogan             |                      | 16.10.1882 |     |     |     |

Anmerkung: Da Ludwig Hussak nicht in allen fünf Spielen der Österreich zum Einsatz kam, übergab er zeitweise seine Kapitänsschleife Franz Weber.

## Spiele

### Achtelfinale
Im ersten Spiel der Österreicher wurde Deutschland als Gegner zugelost. Das Match fand auf dem Råsunda-Sportplatz statt, im Vergleich zum Stockholmer Olympiastadion ein unbedeutender Nebenschauplatz. 2.000 Zuschauer wohnten dem Spiel bei, in dem die Deutschen die erste Halbzeit dominierten und mit 1:0 in die Kabinen gingen. Nach der Pause spielte die österreichische Mannschaft allerdings viel stärker, kam nach einem Corner von Hussak durch Studnicka zum Ausgleich. Eine Solo von Neubauer brachte kurze Zeit später die Führung. Die Österreicher übernahmen schließlich die Kontrolle über das Spiel, der deutsche Verteidiger Hollstein rannte zudem noch seinen eigenen Tormann nieder. Der deutsche Schlussmann musste schließlich in der Endphase vom Spielfeld, für ihn ging Mittelstürmer Worpitzky ins Tor, der seine Fußballkarriere als Goalie begonnen hatte. Zwei Tore von Merz und ein Treffer von Cimera besiegelten schließlich den hohen Sieg von Hogans Team.
| Österreich – Deutschland 5:1 (0:1) | Österreich – Deutschland 5:1 (0:1)                                                                        |
| ---------------------------------- | --- |
| Daten                              | 25. Länderspiel am 29. Juni 1912 am Råsunda-Sportplatz (2.000 Zuschauer)                                  |
| Österreich                         | Noll – Graubart, Kurpiel – Brandstätter, Braunsteiner, Cimera – Hussak, Müller, Studnicka, Merz, Neubauer |
| Deutschland                        | Weber – Röpnack, Hollstein – Krogmann, Breunig, Bosch – Wegele, Jäger, Worpitzky, Kipp, Hirsch            |
| Tore                               | Studnicka (56.), Neubauer (60.), Merz (75., 81.), Cimera (89.); Jäger (35.)                               |

### Viertelfinale
Nur einen Tag später, wiederum am Råsunda-Sportplatz, stellte sich exakt dieselbe österreichische Mannschaft dem niederländischen Team. Die Österreicher trafen bereits früh durch Studnicka, das Tor wurde jedoch vom schottischen Spielleiter Philps wegen vermeintlicher Offside-Stellung nicht anerkannt. Im direkten Gegenzug fiel das 1:0 für die Niederländer, wobei der Schiedsrichter dieses Mal ein klares Handspiel von Bouvy, welches dem Tor vorausgegangen war, übersehen hatte. Die Österreicher zogen sich fortan zurück und kassierten zwei weitere Treffer, die jedoch vor allem der Nervosität des Schlussmannes Otto Noll zuzuschreiben waren. Erst durch einen Weitschuss von Alois Müller kurz vor dem Halbzeitpfiff vermochten die Österreicher einen Treffer aufzuholen. Die zweite Halbzeit gegen Holland war ein Ebenbild des Sturmlaufes gegen Deutschland tags zuvor. Da jedoch dieses Mal kein weiteres Tor für die Vertreter Cisleithaniens fiel, schied Österreich bei seinem ersten internationalen Fußballturnier im Viertelfinale aus. Das Ausscheiden gegen die Niederlande traf insbesondere James Hogan, der kurz zuvor noch die Oranje Elftal als Nationaltrainer betreut hatte. Für die vor dem Halbfinale ausgeschiedenen Mannschaften wurde jedoch ein Trostturnier organisiert, an dem auch Österreich teilnahm.
| Österreich – Niederlande 1:3 (1:3) | Österreich – Niederlande 1:3 (1:3)                                                                        |
| ---------------------------------- | --- |
| Daten                              | 26. Länderspiel am 30. Juni 1912 am Råsunda-Sportplatz                                                    |
| Österreich                         | Noll – Graubart, Kurpiel – Brandstätter, Braunsteiner, Cimera – Hussak, Müller, Studnicka, Merz, Neubauer |
| Niederlande                        | Göbel – Wijnveldt, Bouman – Fortgens, Boutmy, Lotsy – van Breda Kolff, de Groot, ten Cate, Vos, Bouvy     |
| Tore                               | Müller (44.); Bouvy (8.), ten Cate (12.), Vos (30.)                                                       |

## Trostturnier
Für die Mannschaften, die im Viertel- sowie Achtelfinale ausgeschieden waren, wurde ein eigener Preis ausgeschrieben, der in einem Trostturnier erspielt werden konnte. Dieses Turnier fand zwar im Rahmen der Olympischen Spiele 1912 statt, war jedoch kein offizieller Bestandteil der Wettkämpfe. Dennoch werden sie meist den Olympischen Spielen zugerechnet, in moderner Fußballliteratur jedoch häufig als Platzierungsspiele missverstanden.

### Achtelfinale des Trostturnieres
Nur einem Tag nach dem Aufeinandertreffer mit den Niederlanden war das erste Spiel Österreichs in der Trostrunde gegen Norwegen am graslosen Platz in Traneberg angesetzt. Die geringe Zuschauerzahl von 200 Gästen, der schlechte Platz sowie das eigentlich bedeutungslose Spiel trugen nur gering zur Motivation der Österreicher bei. Die österreichische Mannschaft zeigte ihr schwächstes Spiel in Stockholm, konnte die technisch hoffnungslos unterlegenen Norweger nur knapp mit 1:0 besiegen und entging so gerade noch einer Blamage. Das entscheidende Tor war zudem ein Eigentor der Norweger, obwohl es offiziell Neubauer zugeschrieben wird. Stärkster Mann in Hogans Team war der neue Tormann Kaltenbrunner von Rapid, der einen sicheren Rückhalt bietet.
| Österreich – Norwegen 1:0 (1:0) | Österreich – Norwegen 1:0 (1:0)                                                                                    |
| ------------------------------- | --- |
| Daten                           | 27. Länderspiel am 1. Juli 1912 am Traneberg-Sportplatz (200 Zuschauer)                                            |
| Österreich                      | Kaltenbrunner – Kurpiel, Braunsteiner – Weber, Brandstätter, Cimera – Müller, Blaha, Merz, Grundwald, Neubauer     |
| Norwegen                        | Pedersen – Skou, Baastad – Johansen, Herlofson, Jensen – Reinholdt, Krefting, Endrerud, R. Maartmann, E. Maartmann |
| Tore                            | Neubauer (2.) |

### Halbfinale des Trostturnieres
Im Halbfinale des Trostturniers traf Österreich auf Italien, die ihrerseits vollkommen überraschend Schweden aus dem Wettbewerb geworfen hatten. Dem ÖFV gelang es durchzusetzen, dass dieses Spiel nach Abschluss des Wettkampftages im Stockholmer Olympiastadion stattfand, was die Österreicher sichtlich motivierte. Es gab einen klaren 5:1-Sieg, bei dem fast jeder österreichische Stürmer ein Tor erzielte.
| Österreich – Italien 5:1 (2:0) | Österreich – Italien 5:1 (2:0)                                                                                        |
| ------------------------------ | --- |
| Daten                          | 28. Länderspiel am 3. Juli 1912 im Olympiastadion Stockholm (3.500 Zuschauer)                                         |
| Österreich                     | Kaltenbrunner – Graubart, Braunsteiner – Weber, Brandstätter, Cimera – Hussak, Müller, Studnicka, Grundwald, Neubauer |
| Italien                        | Campelli – De Vecchi, Valle – Binaschi, Milano, Leone – Zuffi, Bontadini, Berardo, Barbesino, Mariani                 |
| Tore                           | Müller (30.), Grundwald (40., 89.), Hussak (49.), Studnicka (65.); Berardo                                            |

### Finale des Trostturnieres
Im Finale des Trostturniers traf die völlig erschöpfte österreichische Mannschaft – es befanden sich nur noch genau elf einsatzfähige Spieler im Kader – auf den großen Rivalen Ungarn, der sich mühelos mit 3:0 durchsetzen konnten. Unter den knapp 500 Zuschauern auf dem Råsunda-Sportplatz befanden sich etwa 70 österreichische und 100 ungarische Schlachtenbummler, wobei letztere die Österreicher klar übertönten. Ungarn erhielt schließlich vom Präsidenten des schwedischen Verbandes, Kornerup, die Siegertrophäe sowie die Goldmedaillen des Trostturnieres. Österreich erhielt, obwohl ursprünglich nicht vorgesehen, einen verkleinerten Siegerpokal für den 2. Platz sowie silberne Ehrenzeichen für die Spieler.
| Österreich – Ungarn 0:3 (0:1) | Österreich – Ungarn 0:3 (0:1)                                                                                      |
| ----------------------------- | --- |
| Daten                         | 29. Länderspiel am 5. Juli 1912 am Råsunda-Sportplatz (800 Zuschauer)                                              |
| Österreich                    | Kaltenbrunner – Graubart, Kurpiel – Brandstätter, Braunsteiner, Cimera – Hussak, Müller, Merz, Grundwald, Neubauer |
| Ungarn                        | Domonkos – Rumbold, Payer – Bíró, Vágó, Blum – Sebestyén, Bodnár, Pataki, Schlosser, Borbás                        |
| Tore                          | Schlosser (32.), Pataki (60.), Bodnár (76.)                                                                        |